# Akkommodation (Sprachkontakt)
Der Begriff Akkommodation stammt aus der  Sprachkontaktforschung der Linguistik.
Es handelt sich um einen Prozess der Anpassung, bei dem Sprecher unterschiedlicher dialektalischer Varietäten versuchen, die Verschiedenheiten ihrer jeweiligen Sprechweise zu reduzieren und sich soweit möglich an die Sprechweise des Partners anzupassen. Dies führt dazu, dass besonders auffällige Phänomene eines Dialekts, die der Gesprächspartner nicht kennt, vermieden werden.
Die Anpassung findet in den Bereichen Wortschatz, Morphologie, Syntax, Prosodie und Phonologie statt.